# Франц Кафка
Франц Кафка (чеш. František Kafka; Праг, 3. јул 1883 — Клостернојбург, 3. јун 1924) био је немачки писац. Рођен је у породици јеврејско-чешкога порекла. Критичари га данас сматрају једним од највећих аутора XX века. Кафка је говорио и своја дела писао на немачком језику. Добро је знао и чешки језик. Стилом писања, Кафка је припадао авангарди, правцу из средње фазе модернизма, али је својим деловањем увелико утицао на бројне стилове касног модернизма, укључујући и егзистенцијализам. Његова најзначајнија дела, новела Преображај, те романи Процес и Замак препуни су тематике која представља архетипове отуђености, психофизичке бруталности, сукоба на релацији родитељи-деца, ликова на застрашујућим путовањима и мистичних трансформација.
Кафка је рођен у јеврејској породици средње класе у Прагу, тада у Аустроугарској монархији, која је говорила немачки језик, а школовао се за правника. По завршетку правних студија, Кафка се запослио у осигуравајућем друштву. У слободно време је почео писати кратке приче те је остатак живота провео жалећи се како нема довољно времена да се посвети ономе што је сматрао својим правим позивом. Такође је жалио што је толико времена морао посветити свом Brotberufu (нем.: "Посао који доноси хлеб"; дневни посао). Због недостатка слободног времена и друштвеног живота, Кафка је преферирао комуникацију преко писама, оставивши иза себе стотине писама међу којима су и она писана оцу, заручници Фелис Бауер те најмлађој сестри Отли. Кафка је имао проблематичан однос са својим ауторитативним оцем који ће увелико утицати на његово писање, као и интерни конфликт са властитим јеврејством, за које је сматрао како нема велике повезнице с њим.
Током његовог живота, само је мали број Кафкиних дела изашао из штампе: збирке кратких прича Разматрање и Сеоски лекар, те неке индивидуалне приповетке (Преображај) издаване у часописима. Иако је збирку Уметник у гладовању припремио за штампу, она није изашла до након његове смрти. Кафкина недовршена дела, укључујући и романе Процес, Замак и Америка, нису штампана до након његове смрти, а већину их је издао његов пријатељ Макс Брод, игноришући тако Кафикну жељу да му се дела униште након смрти. Албер Ками и Жан Пол Сартр предводе листу писаца на које је утицало Кафкино дело, а термин „Кафкијанска атмосфера“ ушао је у теорију књижевности, како би се описале надреалне ситуације као у Кафкиним делима.

## Биографија

### Породица
Франц Кафка рођен је 3. јула 1883. у јеврејској породици средње класе, која је говорила немачким језиком, у Прагу, тада делу Аустроугарске. Његовог оца, Хермана Кафку (1852—1931), биограф Станли Корнголд описао је као "гломазног, себичног и охолог бизнисмена", а самог Кафку као "правог Кафку, снажног, здравог, гладног, гласног, елоквентног, самодостатног, доминантног, издржљивог, концентрисаног и изврсног познаватеља људске нарави." Херман је био четврто дете Јакоба Кафке, обредног месара (хебрејски: shochet) који је у Праг дошао из Осека, чешког села у близини места Стракоњице са бројном јеврејском популацијом. Након што је радио као трговачки путник, временом је постао трговац необичним добрима и одећом, који је запошљавао и до 15 радника, а као лого свог посла користио је слику чавке, која се на чешком зове kavka. Кафкина мајка, Јулија (1856—1934), била је кћерка Јакоба Ловија, успешног трговца на мало из бањског места Подјебради, која је била образованија од свог супруга. Кафкини су родитељи вероватно говорили варијантом немачког под утицајем јидиша који се, понекад, пежоративно назива Mauscheldeutsch, али како се немачки сматрао основним средством друштвеног успона, вероватно су децу подстицали да говоре књижевним немачким.
Кафкина родна кућа налази се у близини трга Старомјестске намјести у Прагу, а у породици са шесторо деце, Франц је био најстарији. Његова браћа, Георг и Хајнрих, умрли су као деца, још пре Францове седме године; сестре су му се звале Габриеле ("Ели") (1889—1944), Валери ("Вали") (1890—1944) и Отили ("Отла") (1892—1943). Током радних дана, оба родитеља нису била код куће. Мајка Јулија је радила и до 12 сати дневно како би помогла у вођењу Хермановог посла. Као резултат тога, Кафкино је детињство било прилично самотно, а децу су махом одгајале бројне гувернанте и слушкиње. Кафкин проблематичан однос с оцем помно је документован у његовом писму оцу (Brief an den Vater), на преко 100 страница на којима пише како је очев ауторитативан став увелико утицао на њега. С друге стране, мајка му је била тиха и срамежљива. Управо је очева доминантна личност увелико утицала на његово писање.

### Образовање
У раздобљу од 1889. до 1893, Кафка се школовао у Deutsche Knabenschule (Немачка основна школа за дечаке) у данашњој Улици Масна (тада Masný trh/Fleischmarkt). Мада је говорио чешки, Кафка је школован у немачким школама на инсистирање његовог ауторитативног оца. Његово јеврејско образовање завршено је његовом бар мицвом у узрасту од 13 година. Сам Кафка није уживао у одласцима у синагогу те је ишао само празницима, с оцем, четири пута годишње.
По завршетку основне школе 1893. године, Кафка је примљен у строгу, класично-оријентисану немачку гимназију Altstädter Deutsches Gymnasium, на Старом градском тргу, у склопу палате Кински. И овде се настава одвијала на немачком, али Кафка је знао и писати и говорити чешки; потоњи је учио у гимназији пуних осам година, постигавши добар успех. Мада је добијао само комплименте за свој чешки, никада се није сматрао флуентним. Матурске испите положио је 1901. године.
Након матурирања, Кафка је уписао Karl-Ferdinands-Universität у Прагу, али се након само две недеље студирања хемије пребацио на право. Мада ова струка није превише занимала Кафку, отварала му је широку лепезу послова који су задовољавали његовог оца. Уз све то, студије права су трајале знатно дуже, што је Кафки омогућило да истовремено похађа предавања из немачких студија и историје уметности. Такође се придружио и студентском клубу, Lese- und Redehalle der Deutschen Studenten (нем. Читалачки и наставни клуб немачких студената), који је организовао књижевна догађања, читања и сличне активности. Међу Кафкиним пријатељима били су новинар Феликс Велтш, који је студирао филозофију, глумац Yitzchak Lowy, који је долазио из варшавске хасидистичке породице, те писци Оскар Баум и Франц Верфел.
Пред крај прве године, Кафка је упознао колегу Макса Брода, који ће му убрзо постати доживотни пријатељ. Брод је убрзо приметио да су, иако је Кафка био срамежљив и ретко је причао, ствари које је рекао изразито дубоке. Кафка је током целог живота био страствен читалац; заједно с Бродом, прочитао је Платоновог Протагору на изворном грчком, на Бродову иницијативу, те Флоберова дела Сентиментално васпитање и Искушење светог Антонија на француском, на Кафкин предлог. Кафка је Фјодора Достојевског, Гистава Флобера, Франца Грилпарзера и Хајнриха фон Клајста сматрао "истинском браћом по крви". Уз наведене, Кафка је био заинтересован и за чешку књижевност те дела Јохана Волфганга Гетеа. Кафка је 18. јула 1906. године стекао титулу доктора правних наука те је одрадио годину дана бесплатног стажирања као судски приправник на грађанским и казненим судовима.

### Посао
Дана 1. новембра 1907, Франц Кафка је добио посао у компанији Assicurazioni Generali, италијанској осигуравајућој кући за коју је радио готово годину дана. Његова писма из тог раздобља упућују како је био незадовољан радним временом - од 08:00 до 18:00 - које му је онемогућавало да се посвети писању, које му је постајало све важније. У том је раздобљу могао писати искључиво ноћу, а ноћно писање било је изразито исцрпно с обзиром на радно време. Дана 15. јула 1908. дао је отказ, а за две недеље је нашао посао у Институту за радничко осигурање од озледа Краљевине Чешке који му је омогућио више времена за писање. Опис посла било му је истраживање и процена компензација за особне озледе индустријских радника; инциденти као изгубљени прсти или удови били су чести у то време. Професор менаџмента Петер Друкер кредитира Кафку као творца прве цивилне заштитне кациге, али то не потврђује ниједан документ Кафкиног послодавца. Његов је отац често његов посао у осигуравајућем друштву називао Brotberuf, посао који ради само како би плаћао рачуне; сам Кафка је неколико пута изјавио како га презире. Кафка је јако брзо напредовао те су његови задаци укључивали процесовање и истраживање захтева за накнадом, писање извјештаја и решавање апела разних бизнисмена који су сматрали како им је компанија стављена у категорију превисоког ризика, што им је повећавало премије за осигурање. Такође, током неколико година рада у друштву, задатак му је био састављање годишњег извјештаја о осигурању. Његови надређени су јако добро примали те извјештаје. Радно време углавном му је завршавало око 14:00, што му је давало довољно времена за писање, којему је био посвећен. У каснијим годинама, болест га је често спречавала у одласку на посао, али и писању. Много година касније, Брод је сковао термин Der enge Prager Kreis (нем. Уски прашки круг), како би објединио групу писаца којима су припадали Кафка, Феликс Велтш и он.
Крајем 1911. Кафка и Карл Херман, супруг његове сестре Ели, постају партнери у првој фабрици азбеста у Прагу, знаној као Prager Asbestwerke Hermann & Co., отвореној уз помоћ миразног новца, који је дао Херман Кафка. Иако је испрва показивао ентузијазам и велик део слободног времена посвећивао послу, Кафка је убрзо замрзео фабрику, јер му је превише времена одузимала од писања. У овом раздобљу се заинтересовао за јеврејско позориште на јидишу, упркос бојазни пријатеља као што је Брод, који су га свеједно подржавали у његовим интересовањима. Након што је у новембру 1911. присуствовао позоришној представи, Кафка је следећих шест месеци провео интензивно се бавећи јидишом и јеврејском књижевношћу. Та преокупација послужила му је и као темељ за његову растућу повезаност са јеврејством. Отприлике у овом раздобљу постао је и вегетаријанац. Негде током 1915. године, Кафка је добио позив за војску како би служио у Првом светском рату, али су његови послодавци средили отпуст, јер се његов посао сматрао есенцијалним за државу. Касније је ипак покушао да се придружи војсци, али су га у томе спречили здравствени проблеми. Наиме, туберкулоза му је дијагностикована 1917. године.

### Приватни живот
Према Броду, Кафку је константно "мучила" сексуална пожуда. Као одрасла особа, често је посвећивао борделе, а занимала га је и порнографија. Уз све то, током живота је спавао с много жена. Дана 13. августа 1912. Кафка је упознао Фелис Бауер, Бродову рођаку, која је радила у Берлину као представница једне диктафонске компаније. Недељу дана након упознавања у дому Бродових, Кафка је написао у свој дневник:
Госпођица ФБ. Код Брода сам стигао 13. августа, она је седела за столом. Нисам уопште био жељан сазнати ко је она, већ сам је одмах узео здраво за готово. Кошчато, празно лице које је отворено показивало своју празноћу. Голи врат. Набачена блуза. Изгледала је јако домицилно у својој хаљини иако, како се испоставило, уопште није била таква. (Посматрајући је овако детаљно, помало се отуђујем од ње ...) Скоро сломљен нос. Плава, некако равна, неатрактивна коса, снажна брада. Када сам седао, добро сам је погледао по први пут, док сам сео, већ сам имао несаломљиво мишљење о њој. 
Недуго након овога, Кафка је у само једној ноћи написао причу "Пресуда", а у плодном периоду је радио на свом роману Америка и на приповетки "Преображај". Кафка и Фелис Бауер су, током следећих пет година, комуницирали углавном преко писама, повремено су се виђали и два су се пута верили. Другу веридбу, Кафка је раскинуо 1917. када је оболео од туберкулозе. Кафкина опсежна писма издата су као збирка Писма Фелиси; њена писма се нису сачувала. Биографи Рехнер Стах и Џејмс Хавес тврде како је Кафка, око 1920. био верен и трећи пут, Јулијом Вохризек, сиромашном и необразованом хотелском собарицом.

Стах и Брод такође наводе како је Кафка, док је познавао Фелис Бауер, имао аферу са њеном пријатељицом, Маргаретом "Гретом" Блох, Јеврејком из Берлина. Брод такође тврди како је Блохова родила Кафкиног сина, иако овај никада није сазнао за дете. Дечак, чије је име непознато, рођен је или 1914. или 1915. те је умро у Минхену 1921. године. Ипак, Кафкин биограф Петер-Андре Алт тврди да, иако Блохова јесте имала сина, Кафка није отац, јер пар никада није био интиман. Стах такође тврди како Кафка није имао деце.
У августу 1917. Кафки је дијагностикована туберкулоза, након чега је неколико месеци боравио у селу Сиржем (чеш. Siřem), где је његова сестра Отла радила на фарми са својим шураком Херманом. Боравак тамо му је веома пријао, те је касније тај период описао као вероватно најбољи у свом животу, вероватно зато што није имао никаквих обавеза. Писао је дневнике и октаве. Из тих је белешки Кафка успео извући 109 нумерисаних комада текста на Зетелу, комаду папира без неког реда. Они су издати као збирка Размишљања о Греху, Нади, Патњи и Правом путу (на немачком издато као Die Zürauer Aphorismen oder Betrachtungen über Sünde, Hoffnung, Leid und den wahren Weg).
Године 1920,, Кафка је започео везу с чешком новинарком и књижевницом, Миленом Јесенском. Кафкина писма њој касније су издата као Писма Милени. Током одмора у јулу 1923, који је провео у месту Грал-Мириц на Балтику, Кафка је упознао Дору Дијамант, двадесетпетогодишњу одгајатељицу из ортодоксне јеврејске породице. Кафка се, у нади да ће се тако ослободити породичног утицаја и моћи писати, накратко преселио у Берлин, где је живео са Дором. Постала му је љубавница и заинтересовала га за Талмуд. У том је периоду радио на четири приче, које је требало да буду штампане под насловом Уметник у гладовању.

### Личност
Кафка се бојао да ће га људи сматрати физички и психички одбојним. Ипак, они који су га упознали увидели су како је тих и сталожен, како поседује очиту интелигенцију и сух смисао за хумор; такође су га сматрали дечачки згодним, али му је појава била оштра. Брод га је упоредио с Хајнрихом фон Клајстом, приметивши како су оба писца имала способност јасног и реалистичког описивања ситуације до у детаље. Кафка је био једна од најзабавнијих особа које је Брод упознао; уживао је у шалама и забављању с пријатељима, али им је и давао добре савете у проблематичним ситуацијама. Такође, према Броду, Кафка је био страствен рецитатор који је могао говорити као да пева. Брод је сматрао како су "апсолутна истинољубивост" и "прецизна савесност" две Кафкине најзначајније особине. Истраживао би детаљ, оно неприметно, темељито с толиком љубављу и прецизношћу да су се почеле појављивати ствари, које су дотад биле невиђене, али су биле ништа доли истините.
Иако као дете није неговао вежбање, у каснијем је добу показивао интерес за игре и физичку активност, поставши добар бициклиста, пливач и ронилац. Викендима, Кафка би с пријатељима ишао на дуге шетње, које би најчешће предложио он сам. Међу осталим интересима били су алтернативна медицина, нови образовни састави као метода Монтесори те технички новитети као што су авиони и филм. Само писање било му је толико битно да га је сматрао "врстом молитве". Био је и јако осетљив на звук тако да је волео тишину приликом писања.
Аутор Перез-Алварез сугерирао је како је Кафка можда боловао од шизоидног поремећаја личности. Његов стил, не само у "Преображају" већ и у другим делима, садржи одређене шизоидне карактеристике које објашњавају добар део изненађења у његовим делима. Његова мука видљива је у дневничком запису од 21. јула 1913.:
Велики је свет што га носим у глави. Али како ослободити себе и њих а да се не растргнем. И хиљаду пута радије плачем у себи. Ради тога сам ту, толико ми је јасно.
Као и у Zürau Aphorism, број 50:
Човек не може живети без перманентног веровања у нешто неуништиво у себи самом, мада му и то нешто неуништиво и вера у то могу бити трајно скривени.
Мада се никада није женио, Кафка је брак и децу изразито ценио. Иако је имао неколико девојака, неки су аутори спекулисали о његовој сексуалности; други су, пак, сугерисали како је имао некакав поремећај храњења. Доктор М. М. Фихтер с Психијатријске клинике Универзитета у Минхену у свом раду из 1988. представља „доказе за хипотезу да је писац Франц Кафка боловао од атипичног облика анорексије нервозе.“ У својој књизи Франц Кафка, јеврејски пацијент из 1995, Сандер Гилман је истражио "зашто би једног Јеврејина сматрали 'хипохондром' или 'хомосексуалцем' те како Кафка инкорпорира аспекте тих начина схватања јеврејског мушкарца у своју властиту слику и дело." Исто тако, Кафка је барем једном размишљао о самоубиству, пред крај 1912. године.

### Политички ставови
Пре почетка Првог светског рата, Кафка је био на неколико састанака Клуба Младих, чешке анархистичке, антимилитаристичке и анитиклеричке организације. Хуго Бергман, који је похађао исту основну и средњу школу као и Кафка, разишао се с Кафком током њихове последње академске године (1900/1901) јер су "[Кафкин] социјализам и мој ционизам били превише стридентни". "Франц је постао социјалиста, ја сам постао циониста 1898. Синтеза ционизма и социјализма тада још није постојала." Бергман тврди како је Кафка у школу носио црвени каранфил као знак подршке социјализму. У једном дневничком запису, Кафка је реферирао на анархистичког филозофа, Пјотра Кропоткина: "Не заборави Кропоткина!" Касније је, о чешким анархистима, рекао: "Они су сви безахвално хтели схватити људску срећу. Ја сам их разумио. Али... нисам могао предуго марширати уз њих."
Током комунистичког раздобља, оставштина Кафкиног дела за социјализам Источног блока је била врућа тема. Мишљења су сезала од тога да је сатиризирао бирократију распадајуће Аустроугарске до тога да је утеловио успон социјализма. Још једна битна тачка била је алијенација; док је конзервативно стајалиште гласило да Кафкини прикази алијенације више нису релевантни за друштво које је наводно елиминисало алијенацију, конференција одржана у чехословачком месту Либлице 1963. године, поводом ауторовог осамдесетог рођендана, нагласила је трајну важност Кафкиног приказа бирократског друштва. Ипак, питање је ли Кафка био политички аутор или није је још увек предмет дебате.

### Јудаизам и ционизам
Одрастајући, Кафка је био Јеврејин који је говорио немачки у Прагу, граду у којим је доминирао чешки језик. Био је дубоко фасциниран Јеврејима из источне Европе, за које је сматрао да поседују интензитет духовног живота који је недостајао Јеврејима на Западу. Његов дневник је пун референци на јеврејске писце. Ипак, неретко је био отуђен како од Јевреја тако и од јудаизма: "Шта ја имам заједничко са Јеврејима? Једва да имам нешто заједничко са самим собом и боље ми је да стојим тихо у углу, задовољан што могу дисати."
Хејвс сугерира да Кафка, макар изузетно свестан свог јеврејства, није инкорпорисао те елементе у својим делима, којима, према Хејвсу, недостају јеврејски ликова, сцена или тема. Према мишљењу књижевног критичара Харолда Блума, Кафка је, иако му је властито јеврејство било страно, био суштински јеврејски писац. Лотар Кан је једнако јасан: "Присутност јеврејства у Кафкином делу сада је несумњива." Павел Ејснер, први преводилац Кафкиних дела, тумачи Процес као утеловљење "троструке димензије постојања Јевреја у Прагу... његов протагониста, Јозеф К. је (симболично) ухапшен од стране Немца (Rabensteiner), Чеха (Kullich) и Жидова (Kaminer). Он представља 'нескривљену кривицу' која прожима једног Јеврејина у савременом свету, иако нема доказа да је и он сам Јеврејин."
У свом есеју Туга у Палестини?!, израелски писац Дан Мирон истражује Кафкин однос према ционизму: "Чини се да су и они који сматрају да таква веза постоји и да је ционизам одиграо централну улогу у његовом животу и делу, као и они који негирају такву везу у целости или јој не придају важности, сви у криву. Истина се налази на врло нејасном месту које се налази између ова два поједностављена пола." Кафка је размишљао да се, прво с Фелис Бауер, а онда и с Дором Дијамант, пресели у Палестину. Док је боравио у Берлину учио је хебрејски, унајмивши Бродовог пријатеља из Палестине, по имену Пуа Бат-Товим, да га подучава и одлазећи на часове рабина Јулијуса Гутмана на берлинском Факултету за јеврејске студије.
Ливија Роткирхен назива Кафку "симболичним фигуром свога времена". Његови савременици били су многи немачки, чешки и јеврејски писци, који су били осетљиви на немачку, аустријску, чешку и јеврејску културу. Према Роткирхеновој, "та ситуација дала је њиховим делима широк, космополитски изглед и квалитет егзалтације која је граничила с трансцедентном метафизичком контемплацијом. Најбољи пример је Франц Кафка."

### Смрт
Кафкина туберкулоза гркљана погоршала се у марту 1924. године те се морао вратити из Берлина у Праг, где су га неговали чланови породице, посебно сестра Отла. Дана 10. априла 1924. отишао је у санаторијум доктора Хофмана у Киерлингу, покрај Беча, где је и умро 3. јуна 1924. године. Чини се како је узрок смрти било гладовање - бол у грлу била је, очито, толико снажна да Кафка није могао јести, а како тада још увек нису постојале друге методе храњења, није постојао начин да конзумира храну. Тело му је пренето назад у Праг, где је сахрањен 11. јуна 1924. на Новом јеврејском гробљу у четврти Жижков. Кафка је током живота био анониман, и славу је сматрао небитном. Ипак, стекао је славу убрзо након смрти.

## Дело
Сва издата дела Франца Кафке, осим неколико писама Чехињи Милени Јесенској, писана су на немачком језику. Оно мало што је издато током ауторовог живота, привукло је оскудну пажњу, што се не може рећи за његова постхумно издата дела.
Кафка није довршио ниједан свој роман, а спалио је готово 90% свега што је написао, посебно док је живео у Берлину, где му је Дора Дијамант помогла у паљењу скица за дела. У раној стваралачкој фази, узор му је био немачки писац Хајнрих фон Клајст кога је, у једном писму Фелиси Бауер, описао као застрашујућег и за кога је сматрао да му је ближи него сопствена породица.

### Приче
Кафка је био плодан писац кратких прича и приповетки. Неке његове издате приче називане су Erzählung (немачки: приче), а неке Geschichte (немачки: приповијетке). Неке од њих су релативно дуге ("Преображај", "У кажњеничкој колонији", "Пресуда"), док су друге биле само параграф дуге (готово као афоризми; на пример "Одустани!", "Прометеј", "Мала басна" или "Истина о Санчу Панзи"). Најстарија сачувана Кафкина прича је |"Der Unredliche in seinem Herzen". Она никада није штампана, али је била део писма пријатељу Оскару Полаку из 1902. године. Кафкина прва издана дела су осам прича које су се 1908. године појавиле у првом издању часописа Hyperion под збирним насловом Размишљање. У раздобљу од 1904. до 1909. радио је на причи "Опис једне борбе". Када ју је показао Броду, овај га је саветовао да настави радити и пошаље је Hyperionu. Један одломак приче издао је 1908, а два у пролеће 1909, све у Минхену.
У креативном налету у ноћи 22. септембра 1912, Кафка је написао причу "Пресуда", коју је посветио Фелиси Бауер. Брод је уочио сличност у именима главног лика и његове фиктивне заручнице, Georga Bendemanna и Friede Brandenfeld, с именима Франца Кафке и Фелисе Бауер. Ова прича се углавном сматра за дело које је створило Кафку као писца. Прича се бави проблематичним односом сина и његовог доминантног оца, који добија нову димензију након што се син заручи. Кафка је касније рекао како је писао с "потпуним откривањем своје душе и тела" ту причу која се "развила као право рођење, прекривена прљавштином и муљем." Рукопис приче Кафка је послао и Фелиси (у писму од 2. јуна 1913), додавши необичну тврдњу: "Налазиш ли у Пресуди икакав смисао, хоћу рећи одређен, кохерентно изражен, схватљив смисао? Ја га не налазим и нисам у стању ишта тумачити?" Прича је први пут штампана у Лајпцигу 1912. године уз посвету "Госпођици Фелиси Бауер", која је у каснијим издањима промењена "за Ф".
Године 1912,, Франц Кафка је написао приповетку "Preobražaj", издану 1915. године у Лајпцигу. Ради се о необичној, готово надреалној причи која је вероватно један од најбољих и најрепрезентативнијих примера Кафкиног магијског реализма. Прича започиње in medias res, првом реченицом Кад се Грегор Самса једнога јутра пробудио из немирних снова, нађе се у свом кревету преображен у големог инсекта. Немачки изворник користи термин ungeheuren Ungeziefer, који се дословно може превести као монструозно чудовиште, с тим да реч Ungeziefer генерално означава нежељене и прљаве животиње. Бубашваба, у коју се Грегор Самса претворио, био је управо то. Приповетка даље прати живот (или животарење) и пропадање бубашвабе Грегора Самсе и његову постепену алијенацију, прво од спољног света, а онда и од породице и властитог живота. Критичари ово дело, које је препуно симболике и метафора, сматрају једним од темељних дела 20. века. Прича "У кажњеничкој колонији", која говори о разрађеном уређају за мучење и смакнуће, написана је у октобру 1914, ревизирана 1918. те издата у Лајпцигу током октобра 1919. године. Прича "Уметник у гладовању", издата у часопису Die neue Rundschau'' 1924. године, описује главни лик, жртву, који доживљава пад разумевања за његову чудну вештину изгладњивања самог себе на одређене периоде. Његова последња прича, "Певачица Жосефина, или пук мишева" такође се бави односом уметника и његове публике.

### Романи
Кафка није довршио ниједан свој роман, а спалио је готово 90% властитог опуса. Први роман почео је писати 1912. године, а прво поглавље истог данас је познато као кратка прича под насловом "Ложач". Кафка је то дело, које је остало недовршено, назвао Der Verschollene, али када га је Брод постхумно штампао, одабрао је наслов Америка. Иако осетно хумористичнији и реалистичнији од осталих Кафкиних дела, овај роман, који прати лутања европског емигранта Карла Росмана по Америци, дели исте мотиве опресивног и недодирљивог система који протагонисту ставља у разне бизарне ситуације. Роман инкорпорира многе детаље из искустава Кафкиних рођака који су емигрирали у Америку те остаје једино дело за које Кафка није одабрао оптимистичан завршетак.
Током 1914. Кафка је започео рад на роману Процес, свом вероватно најутицајнијем роману. Процес говори о Јозефу К., банковном службенику који једног јутра бива ухваћен и оптужен од стране далеке и непознате власти због злочина који је непознат како њему тако и читаоцу. Јозеф К. упада у низ бизарних и нејасних ситуација, бори се против у потпуности дехуманизиране бирократије и добија помоћ од низа гротескних ликова који су, у суштини, потпуно бескорисни (уз изузетак тајанственог затворског капелана) све до самога краја, када реализује снагу тог бирократског механизма те му се ултиматно препушта. Ипак, за разлику од Америке, прозорско светло на самом крају романа оставља наду, која је један од кључних мотива у Кафкиним делима. Но, роман је, упркос томе што је Кафка написао последње поглавље, остао недовршен. Ипак, новија издања романа у себи садрже и недовршена или неуклопљена поглавља (иако су она издвојена од главног романа). Према нобеловцу Елијасу Канетију, Фелиса је кључна за радњу Процеса, а сам је Кафка рекао како је то "њена прича". Канети је своју књигу о Кафкиним писмима Фелиси назвао Der andere Prozess (Кафкин други процес), у част вези између романа и писама. Митико Какутани, у критици Њујорк тајмса, пише да Кафкина писма садрже "темељне знакове његове фикције - ону исту нервозну пажњу посвећену минуциозним детаљима; ону исту параноидну свест о променљивим балансима моћи; исту атмосферу емоционалног гушења - комбиновану, на опште изненађење, с тренуцима дечачког жара и одушевљења."
Према властитом дневнику, Кафка је већ до 11. јуна 1914. године планирао роман Замак, али је почео да га пише тек 27. јануара 1922. Протагониста овог романа је Landvermesser (нем. земљомер, геодета, геометар) по имену К., који се из непознатих разлога бори како би добио приступ мистериозним управитељима дворца који управљају селом. Кафкина намера била је да власти у дворцу обавесте К.-а на тренутку самрти како његова „законска основа да живи у селу није важећа, али је, с обзиром на бројне споредне чињенице, имао дозволу да живи и ради у селу.“ Мрачан и на моменте надреалан, роман се фокусира на алијенацији, бирократији, наизглед бескрајним фрустрацијама људских покушаја у борби с влашћу и бескорисним и безнадежним трагањем за недостижним циљем. Хартмут М. Расталски је у својој дисертацији написао следеће: "Као и снови, његова дела комбинују прецизне, "реалистичне" детаље с апсурдним, пажљиво посматрање и резоновање протагонисте с необјашњивом глупошћу и немаром."

### Историја издавања
Кафкине приче су изворно излазиле у књижевним часописима. Првих осам издато је 1908. у првом издању двомесечника Hyperion. Франц Блеј је 1914. издао два дијалога која ће постати "Опис једне борбе". Фрагмент приче "Авиони у Бреши", написане током пута за Италију бродом, издат је 28. септембра 1909. у дневнику Бохемија. Дана 27. јула 1910, неколико прича које ће касније постати део Размишљања, издано је у ускршњем издању дневника Бохемија. У Лајпцигу, током 1913, Брод је с издавачем Куртом Волфом издао причу "" (нем. "Пресуда, прича Франца Кафке") у књижевном годишњаку за уметничку поезију Аркадија. Прича "Пред законом" издата је 1915. у новогодишњем издању независног жидовског недељника Selbstwehr; прича је поново издата 1919. у склопу збирке Сеоски лекар те је постала део романа Процес. Остале приче излазиле су по разним часописима, међу којима су Бродов , новине Prager Tagblatt те магазини Die neue Rundschau,  и Prager Presse.
Кафкина прва издата књига била је збирка Размишљање, која садржи 18 прича написаних од 1904. до 1912. Током летњег путовања у Вајмар, Брод је иницирао сусрет између Кафке и Курта Волфа; Волф је Размишљање издао у кући Rowohlt Verlag крајем 1912. године (мада је година издања наведена као 1913). Кафка је збирку посветио Броду ("Für M.B."), да би у личној копији коју је дао пријатељу додао: „So wie es hier schon gedruckt ist, für meinen liebsten Max — Franz K.“ (нем. „Како је овдје већ написано, за мог најдражег Макса - Франц. К.“).
Кафкина прича „Преображај“ први пут је одштампана у октобру 1915. у месечнику Die Weißen Blätter, експресионистичком часопису чији је уредник био René Schickele. Другу збирку, с насловом Сеоски лекар, издао је 1919. Курт Волф, а посвећена је Кафкином оцу. Посљедњу збирку, од четири приче, коју је Кафка припремио за штампање, збирку Уметник у гладовању, издала је авангардна издавачка кућа Verlag Die Schmiede 1924. године након ауторове смрти. Дана 20. априла 1924, Berliner Börsen-Courier издаје Кафкин есеј о писцу Адалберту Стифтеру.

#### Макс Брод
Кафка је своје дело, како издано тако и неиздано, оставио свом најбољем пријатељу Максу Броду, с јасним инструкцијама да их овај уништи након пишчеве смрти. Кафка му је написао: "Најдражи Макс, мој последњи захтев: Све што оставим за собом... у облику дневника, рукописа, писама (мојих и туђих), скица и тако даље, има да буде спаљено и непрочитано." Брод је одлучио да игнорише овај захтев те је романе и збирке издао у раздобљу од 1925. до 1935. Многе папире, који су остали неиздани, понео је са собом у Палестину у једном ковчегу када је тамо побегао 1939. Кафкина последња љубав, Дора Дијамант (касније Дијаман-Ласк), такође је игнорисала његове жеље, тајно сачувашви 20 бележница и 35 писама. Њих је 1933. конфисковао Гестапо, али их биографи и данас траже.
Како је Брод издао све оно што је било у његовом поседу, Кафкин је опус почео привлачити све више пажње. Броду је било тешко да хронолошки поређа Кафкине белешке. Један од проблема био је у томе што је Кафка често почињао писати у различитим деловима књиге - некад у средини, некад почевши од краја према почетку. Ипак, Брод је довршио добар део Кафкиних незавршених дела како би их могао предати за штампање. На пример, Кафка је Процес оставио с недовршеним и ненумерираним поглављима, а Дворац пун недовршених реченица с двојаким значењем - Брод је средио поглавља, уредио текст и додао интерпункцију. Процес је издат 1925. од стране куће Verlag Die Schmiede. Курт Волф је издао друга два романа, Дворац 1926. и Америку 1927. године. Године 1931,, Брод је као уредник издао збирку прозе и недовршених прича под насловом Велики кинески зид, која је укључивала и истоимену причу. Књигу је издала извавачка кућа Gustav Kiepenheuer Verlag.

#### Савремена издања
Године 1961. Малком Пајсли успео је да добије већину Кафкиних оригиналних рукописа за збирку оксфордске библиотеке Бодлејан. Рукопис Процеса касније је продан на аукцији те се данас налази у Немачком књижевном архиву у месту Марбах на Некару. Касније је Пејсли водио тим (у ком су били Герхад Њуман, Јост Шилемејт и Јирген Борн) који је реконструирао романе на немачком; реиздао их је S. Fischer Verlag. Пејсли је био уредник Дворца, издатог 1982. године, и Процеса, издатог 1990. године. Јост Шилемејт је био уредник Америке, издане 1983. године. Ова издања називају се "Критичарска издања" или "Фишерова издања".

#### Неиздани папири
Када је Брод умро 1968. године, Кафкине је неиздане папире, којих вероватно има на хиљаде, оставио својој секретарици Естер Хофе. Део је објавила и продала, али је већину оставила својим кћерима, Еви и Рут, које су такође одбиле да објаве папире. Године 2008. започела је судска битка између сестара и Националне библиотеке Израела, која сматра да су ти папири постали власништво државе Израел када је Брод 1939. емигрирао у Палестину. Естер Хофе је 1988. продала оригинални рукопис Процеса Немачким књижевним архивима за $2,000,000. Године 2012. жива је била само Ева. Пресуда Породичног суда у Тел Авиву из 2010. обавезала је сестре Хоф на издавање папира. Део њих је издат, укључујући и дотад непознату причу, али правна битка се наставила. Хофеови тврде како су папири њихово приватно власништво, док НБИ тврди како су то "културна добра која припадају јеврејском народу". НБИ такође сугерише како је Брод управо њима оставио папире у својој опоруци. У пресуди из октобра 2012. Породични суд у Тел Авиву пресудио је да су папири власништво Националне библиотеке.

### Критичка анализа
Многи су критичари хвалили Кафкина дела. Песник Вистан Хју Оден назвао је Кафку „Дантеом 20. века“, док га је писац Владимир Набоков сврстао међу најбоље писце XX века. Габријел Гарсија Маркес је рекао како му је управо читање Кафкиног "Преображаја" показало "да је могуће писати на другачији начин". Албер Ками је у свом делу Наде и апсурд у делу Франца Кафке рекао како "цела Кафкина уметност лежи у томе што присиљава читаоце да наново читају његова дела." Кључна тема Кафкиног дела, успостављена у причи „Пресуда“, је конфликт на нивоу отац-син: кривња индукована у сину је разрешена преко патње и покајања. Остале честе теме и архетипови су алијенација, психофизичка бруталност, ликови на застрашујућим путовањима и мистична преобразба.
Кафкин стил упоређен је с оним фон Клијеста још 1916. године, у анализи "Преображаја" и "Жарача" коју је за Berliner Beiträge направио Осцар Валзел. Природа Кафкине прозе омогућава различите интерпретације и критичари су његов опус сврставали у различите књижевне правце. Марксисти су, на пример, били веома несложни по питању интерпретације Кафкиних дела. Једни су га оптужили како уништава реалност док су други тврдили како критикује капитализам. Безнађе и апсурд, који су чести у његовим делима, сматрају се знаковима егзистенцијализма. Нека су Кафкина дела настала под утицајем експресионизма, док већину опуса ипак карактерише експериментални модернистички жанр. Кафка се такође бавио темом људског сукоба с бирокрацијом. Вилијам Баровс тврди како су та дела концентрирана на концепте борбе, бола, самоће и потребе за везама. Други, међу којима и Томас Ман, сматрају Кафкина дела алегоријама: потрагом, метафизичке природе, за Богом.
Ипак, Жил Делез и Феликс Гватари, тврде како су теме алијенације и прогона, иако присутне у Кафкиним делима, пренаглашаване од стране критичара. Тврде како су Кафкина дела знатно више намерна и субверзивна - чак и весела - него што се чини на прву руку. Истичу како читање његових дела фокусирајући се на безнађе борби његових ликова открива Кафкину игру с хумором; он не коментира нужно властите проблеме, већ наглашава како су људи склони измишљају проблема. У својим делима, Кафка је често стварао злокобне, апсурдне светове. Кафка је нацрте својих дела читао својим пријатељима, углавном се концентрирајући на своју хумористичну прозу. Писац Милан Кундера сугерише како би Кафкин надреални хумор могао бити инверзија Достојевског, који је писао о ликовима који су кажњени због злочина. У Кафкином делу, лик ће бити кажњен иако злочин није почињен. Кундера верује како је Кафка инспирације за своје карактеристичне ситуације вукао из одрастања у патријархалном дому и у тоталитарној држави.
Теодор Адорно, у свом делу Aufzeichungen zu Kafka (1953), управо наглашава реално-надреално контраст у Кафкиним делима. Наиме, полазећи од тога да се Кафкина проза тачно дефинише као парабола, он тврди како она представља плодно тло за интерпретацију (Свака нам реченица говори: тумачи ме), али је сам аутор онемогућује својим стилом. Наглашава како покушај интерпретације ствара зачарани круг у којем се читалац запита одакле му је ситуација позната, ствара се перпетуални déjà vu. Адорно такође наводи како Кафка напушта било какву естетску дистанцију приликом тумачења. Он ствара такве ликове и атмосферу који укидају однос између читаоца и читаног, између читаоца као проматрача и ликова као жртава система. Таква близина нужно изазива страх код читаоца, страх који онемогућује читаоцу да се поистовети с ликовима романа, што због саме атмосфере што због страха да читалац управо јесте један такав лик. Адорно управо то наводи као главни елемент надреалног у Кафкином делу.
Виктор Жмегач наводи, између осталог, две одлике у Кафкином опусу. Мада Кафку данас познајемо и по романима и по краткој прози, он би, чак и да нема тих романа, несумњиво био сврстан међу мајсторе кратке прозе, заједно с Поем, Чеховим и Борхесом. Ипак, с обзиром да његова кратка проза не прелази педесетак страница, Жмегач истиче како је управо та лаконска, концентрирана краткоћа израза једна од темељних одредница његовог стила. Другу ствар што Жмегач наглашава је Кафкина несклоност критичкој прози. Наводи Томаса Мана, Роберта Музила, Хермана Броха, Андреа Жида, Вирџинију Вулф, Џорџа Бернарда Шоа и Луиђија Пирандела, као и експресионисте и футуристе као контрапримере аутора који су, у истом раздобљу као и Кафка, стварали дела која обилују поетолошким програмом или есејистичким коментаром, што је Кафка свесрдно избегавао. Управо у томе лежи још један елемент Кафкине загонетности, с обзиром да он крши написано правилно раномодернистичке књижевности - одсутност критичкоуметничког тумачења у његовим делима управо збуњује читаоца који је навикао на те елементе у модернистичкој књижевности.
Било је и покушаја да се идентификује утицај Кафкине правничке позадине и улога права у његовом делу. Већина интерпретација сматра како су појмови закона и законитости важни за његова дела, у којима је правосудни систем углавном опресиван. Закон се у Кафкиним делима не сматра утеловљењем неког одређеног политичког или правосудног ентитета, већ скупом анонимних и несхватљивих сила. Те су силе скривене од индивидуалца, али контролишу живот људи, који су недужне жртве система изван њихове контроле. Критичари који подржавају овакву апсурдну концепцију цитирају ситуације у којима је сам Кафка описивао свој конфликт с апсурдним свемиром, као што је ова из његова дневника:
Затворен у властита четири зида, осећам се као имигрант затворен у страној земљи... Своју сам породицу видео као чудне ванземаљце са страним ми обичајима, посветама и врло апсурдном комуникацијом... иако то нисам хтео, присилили су ме да суделујем у њиховим бизарним обредима... нисам се могао одупрети.
Ипак, Џејмс Хејвс тврди како је већина описа судских поступака у Процесу - колико год они били метафизички, апсурдни, конфузни и кошмарни - утемељена на тачним описима немачких и аустријских казнених поступака тог доба, који су више били инквизиторни него акузаторни. Иако је радио у осигурању, као школовани адвокат, Кафка је био "јако свестан правних дебата свог доба". У једној публикацији с почетка XXI. века, која полази од Кафкиних уредских списа, Потхик Гош тврди како за Кафку, закон "није имао никакво значење изван чињенице да он чиста сила доминације и детерминације."

## Оставштина

### „Кафкијанска атмосфера”
Кафкин опус увео је, у теорију књижевности, термин „кафкијанска атмосфера”, којим се означавају необичне ситуације сличне онима из његових дела, посебно Процеса и Преображаја. Примери такве атмосфере су ситуације у којима бирократија надвлада појединца, често у надреалном, кошмарном миљеу који изазива осећаје безнађа, беспомоћности и изгубљености. Ликови у таквој атмосфери најчешће немају јасну визију како би из ње изашли. Кафкијански елементи често се појављују у егзистенцијалистичким делима, али термин је надишао чисто књижевну интерпретацију те се данас користи како би се описали свакодневни догађаји и ситуације које су несхватљиво комплексне, бизарне или нелогичне.

### Комеморација
Музеј Франца Кафке у Прагу посвећен је ауторовом животу и делу. Важна компонента музеја је изложба Град К. Франц Кафка и Праг, која је први пут изложена у Барселони 1999. године, затим се преселила у Жидовски музеј у Њујорку да би 2005. постала стални експонат у Прагу, у четврти Мала Страна, уз Влтаву. Музеј своју збирку оригиналних фотографија и докумената назива Město K. Franz Kafka a Praha, а за циљ има увести посетиоца у свет у којем је Кафка живео и о којем је писао.
Награда Франц Кафка је годишња књижевна награда коју су 2001. утемељили Град Праг и Друштво Франца Кафке. Награда комеморира књижевни труд као "хуманистичког карактера и допринос културној, националној, језичној и верској толеранцији, њезин егзистенцијални, безвременски карактер, њену генералну, људску вредност и њену способност да буде сведок наших времена." Изборни комитет и добитници долазе из целога света, али су ограничени на живе ауторе чије је барем једно дело издано на чешком језику. Награда се састоји од износа од 10,000, америчких долара дипломе и бронзаног кипа који се додељују у Прагу крајем октобра.
Сан Дијего државни универзитет (SDSU) предводи тзв. Кафкин пројекат, започет 1998. с циљем проналаска Кафкиних посљедњих записа. Четверомесечна потрага владиних архива у Берлину 1998. резултирала је открићем Гестапове наредбе о конфискацији и неколико других важних докумената. Године 2003,, у склопу пројекта су пронађена три оригинална Кафкина писма, датирана 1923. године.

### Књижевни и културолошки утицај
За разлику од других познатих писаца, Кафка није често цитиран од стране других аутора. Уместо тога, почаст му се одаје због његових идеја и перспектива. Професор и писац Шимон Сандбанк сматра како су Хорхе Луис Борхес, Албер Ками, Ежен Јонеско и Жан Пол Сартр неки од писаца на које је Кафка утицао. Књижевни критичар новина Фајненшл тајмс сматра како је Кафка утицао и на португалског нобеловца Жозеа Сарамага, док уредник Ал Силверман тврди како је и Ј. Д. Селинџер волео да чита Кафкина дела. Године 1999,, група од 99 писаца, научника и критичара прогласила је романе Процес и Дворац другим, односно деветим најзначајнијим романом на немачком језику у XX веку. Критичар Шимон Сандбанк сматра да, упркос Кафкиној свеприсутности, његов енигматични стил још треба досећи. Нил Пејгес, професор који се посебно бави Кафком, сматра како Кафкин утицај надилази књижевност и науку о књижевности - он утиче на визуелну уметност, музику и поп-културу. Хари Стеинхауер, професор немачке и жидовске књижевност, тврди да је Кафка "оставио већи утицај на писмено друштво од било којег другог писца XX века." Брод је једном рекао да ће 20. век бити познат као „Кафкин век“.
Мишел-Андре Боси пише како је Кафка створио ригидно нефлексибилно и стерилно бирократско друштво. Кафка је писао на резервиран начин пун правне и научне терминологије. Ипак, његов је озбиљни универзум имао и хумор, све с циљем истицања „ирационалности у корену наводно рационалног свјета“. Његови су ликови заробљени, збуњени, пуно кривње, фрустрирани и не могу схватити свој надреални свет. Јако пуно пост-кафкијанске књижевности, посебно научне фантастике, следи теме Кафкиних дела. Упечатљив пример за то је поджанр сајберпанка, који комбинује антиутопистичке елементе с технички супериорним, али деперсонализованим светом. Неки од тих елемената видљиви су у делима Џорџа Орвела и Реја Бредберија.
Овде се налази кратак списак разноразних уметничких остварења који су, на овај или онај начин, повезани с Кафком:
| Наслов       | Година | Медијум      | Белешке | Референце       |
| ------------ | ------ | ------------ | --- | --------------- |
|              | 1962.  | кратка прича | нобеловца Исака Башевиса Сингера, о жидовском глумцу по имену Жак Кохн који је рекао да је познавао Франца Кафку; у овој причи, према Жаку Кону, Кафка је веровао у Голема, легендарно биће из жидовског фолклора | [ 198 ]         |
| Процес       | 1962.  | филм         | у режији Орсона Велса, који је рекао: "Можете рећи шта хоћете, али Процес је моје највеће дело, веће и од Грађанина Кејна." Јосефа К. у филму тумачи Антони Перкинс, а од значајних глумаца појављују се Жана Моро, Роми Шнајдер и сам Велс; филм је делимично сниман и у Југославији (локације у Загребу и Дубровнику) | [ 187 ] [ 199 ] |
|              | 1970.  | филм         | деломично инспирисан "Preobražajem", у којем се белац буди као црнац | [ 200 ]         |
|              | 1985.  | музика       | мађарског композитора Ђерђа Куртага за сопран и виолину, користећи фрагменте Кафкиних дневника и писама | [ 201 ]         |
|              | 1986.  | драма        | аутора Алана Бенета, у којој се духови Кафкр, његова оца Хермана и Брода налазе у кући енглеског осигураватеља и његове жене | [ 202 ]         |
| Кафка        | 1991.  | филм         | у којем Џереми Ајронс глуми писца из наслова; сценарио је написао Лем Добс, а филм режирао Стивен Содерберг; филм меша његов живот и дело стварајући тако полубиографску репрезентацију ауторовог живота; Кафка истражује нестанак једног од својих радних колега, што га води кроз бројна његова дела, међу којима се истичу Дворац и Процес | [ 203 ]         |
|              | 1993.  | филм         | кратка комедија рађена за BBC Scotland, добитница Оскара; режију и сценарио потписује Питер Капалди, а главну улогу (Кафке) тумачи Ричард Е. Грант | [ 204 ]         |
|              | 1993.  | филм         | ББЦ-јев филм у режији Давида Џонса у којем Јосефа К. тумачи Кајл Маклаклан; сценарио за филм потписује нобеловац Харолд Пинтер, а у наступима се појављују многи познати глумци међу којима Ентони Хопкинс, Џулијет Стивенсон, Алфред Молина, Дејвид Тјулис и Мајкл Китчен | [ 205 ]         |
|              | 1996.  | видео игра   | темељена на "Преображају", у којој су главни ликови Франц и Роxер Самс, што је алузија на Грегора Самсу | [ 206 ]         |
|              | 2002.  | роман        | јапанског писца Харукија Муракамија, стављена на попис 10 најбољих књига 2005. године Њујорк тајмса, добитница награде | [ 207 ]         |
| Процес Кафка | 2005.  | опера        | данског композитора Поула Рудерса, темељена на истоименом роману и ауторовом животу; праизведена 2005, данас доступна као ЦД | [ 208 ]         |
|              | 2005.  | књига        | аутора Марка Крика, књижевни пастиш у форми кувара, с рецептима писаним у стилу славног аутора | [ 209 ]         |
|              | 2011.  | радио драма  | коју је направио ББЦ Радио 3; Кафку је тумачио Давид Тенант | [ 210 ]         |
|              | 2012.  | музика       | је издао музичку компилацију | [ 211 ]         |
| Преобразба   | 2012.  | драма        | драма Хрватског народног позоришта у Сплиту праизведена 28. марта 2012. на Сцени 55; драматизацију и режију потписује Иван Плазибат, а улогу Грегора Самсе тумачи Никша Арчанин, док се улози његовог шефа појављује Ненад Срделић; ради се о редитељског визији приче, чија је радња проширена за сцену тако да су додати нови елементи којих у причи нема; такође, за преображај Самсе није кориштен костим или посебни ефект, већ је преобразба приказана глумачком мимиком | [ 212 ] [ 213 ] |

## Дела
Романи
- Процес  978-86-7609-340-3
- Замак  978-86-85063-60-2
- Америка ( 978-86-84971-03-8.) (негде Нестала особа[214])

Приповетке
- Преображај  978-86-331-3246-6
- У кажњеничкој колонији
- Јазбина
- Сеоски лекар
- Уметник у гладовању
- Ложач
- Мала жена
- Целокупне приповетке ( 978-86-83503-23-0.)

Писма
- Писмо оцу: на основу рукописа. ( 978-86-7363-399-2.)
- Писма Милени  978-86-7844-037-3
- Писма пријатељима
- Последња писма ( 978-86-83503-23-0.)

Други књижевни облици
- О греху, патњи, нади и истинском путу: из оставштине ( 978-86-7549-787-5 )
- Мандат : из заоставштине  978-86-86761-17-0
- Шетња по крову: сабрани цртежи Франца Кафке  978-86-7666-118-3
- Моја тврђава: о тамницама сродним и околним стварима: оставштина из необјављених рукописа  978-86-7844-037-3
- Вавилонска јама: приче и снови ( 978-86-09-00857-3.)